# 中国共产党第七届中央委员会
中国共产党第七届中央委员会由中国共产党第七次全国代表大会选出，任期为1945年至1956年。

## 组成人员
中央政治局委员
| 排名 | 肖像 姓名 | 党职 | 公职 | 分工                                                                                   | 備註 |
| ---- | --------- | --- | --- | -------------------------------------------------------------------------------------- | ---- |
| 1    | 毛泽东    | 中共中央主席 中共中央革命軍事委員會主席 中共中央政治局主席 中共中央書記處主席 中共中央书记处书记                                                                | 中央人民政府主席 中央人民政府人民革命軍事委員會主席                                                                                                 |                                                                                        |      |
| 2    | 朱德      | 中共中央书记处书记 中共中央革命軍事委員會副主席 | 中央人民政府副主席 |                                                                                        |      |
| 3    | 刘少奇    | 中共中央书记处书记 中共中央華北局第一書記 中共中央革命軍事委員會副主席兼總政治部主任                                                                            | 中央人民政府副主席 中央人民政府人民革命軍事委員會副主席                                                                                             |                                                                                        |      |
| 4    | 周恩来    | 中共中央书记处书记 中共中央革命軍事委員會副主席 | 中央人民政府政務院總理 中華人民共和國國務院總理 |                                                                                        |      |
| 5    | 任弼时    | 中共中央书记处书记 中共中央秘书长 | |                                                                                        |      |
| 6    | 陳雲      | 中共中央政治局委员 | 中央人民政府政務院副總理 中華人民共和國國務院副總理 政務院/國務院財政經濟委員會主任                                                                 | 中央財經委員會主任 中央編制第一個五年計劃綱要草案工作小組組長 中央經濟工作五人小組組長 |      |
| 7    | 康生      | 中共中央政治局委员 中共中央華東局副書記 中共山東省委書記 | 山東省人民政府主席 |                                                                                        |      |
| 8    | 高崗      | 中共中央政治局委员 中共中央東北局副書記 中共中央東北局第一書記 東北民主聯軍副政委→東北軍區司令兼政委                                                            | 中央人民政府副主席 中央人民政府人民革命軍事委員會副主席 中央人民政府國家計劃委員會主席 東北人民政府主席                                             |                                                                                        |      |
| 9    | 彭真      | 中共中央政治局委员 東北民主聯軍第一政委→東北民主聯軍副政委 中共中央東北局副書記 中共中央組織部部長 中共中央政策研究室主任 中共北平市委書記→中共北京市委第一書記 | 全國政協副主席 政務院政治法律委員會副主任 北京市各界人民代表協商委員會主席 北京市總工會主席 北京市市長                                              | 中央政法小組組長                                                                       |      |
| 10   | 董必武    | 中共中央政治局委员 中共中央監察委員會書記 中共中央南方局副書記 中共重慶工委書記 中央工委財委主任 中共中央財經部部長 中共中央華北局書記                          | 最高人民法院院長 全國政協副主席 華北人民政府主席 中央人民政府政務院財政經濟委員會主任 中央人民政府政務院副總理 中央人民政府政務院政治法律委員會主任 |                                                                                        |      |
| 11   | 林伯渠    | 中共中央政治局委员 | 全國人大常委會副委員長 中央人民政府秘書長 |                                                                                        |      |
| 12   | 毛岸英    | 中共中央政治局委员 | |                                                                                        |      |
| 13   | 彭德懷    | 中共中央政治局委员 中共中央西北局第一書記 中共中央革命軍事委員會副主席                                                                                          | 西北軍政委員會主席 中國人民解放軍新疆軍區司令員兼政治委員 西北軍區司令員 西北軍政委員會財政經濟委員會主任 國務院副總理兼國防部部長 國防委員會副主席 |                                                                                        |      |

## 历次全体会议

### 一中全会
中国共产党第七届中央委员会第一次全体会议于1945年6月19日在延安杨家岭举行。全会选举毛泽东为中央委员会主席；毛泽东、朱德、刘少奇、周恩来、任弼时为书记处书记；毛泽东等13人为中央政治局委员。
根据党章关于「中央委员会主席即为中央政治局主席与中央书记处主席」的规定，毛泽东为中国共产党中央委员会主席兼中央政治局主席、中央书记处主席。

### 二中全会
中国共产党第七届中央委员会第二次全体会议于1949年3月5日至13日在河北省平山县西柏坡举行。是中共取得全面胜利之际召开的中全会。出席会议的有中央委员34人，候补中央委员19人，列席会议的有关人员有11人，因为交通条件等原因缺席者有20人。毛泽东主持会议，并在全会上作报告。会议通过了毛泽东所作的报告。全会批准了自1945年6月中共七届一中全会以来中共中央政治局的工作，认为中央的领导是正确的。全会批准了1949年1月14日毛泽东对时局的声明；批准了由中国共产党发起召并协各民主党派、人民团体及民主人士，召开没有中国共产党所认为的“反动分子”参加的新的政治协商会议及成立民主联会政府的建议。会议还通过了《关于军旗的决议》，决定递补廖承志、王稼祥、陈伯达、黄克诚中央委员。
最后，毛泽东代表中共中央政治局对全会作结论报告。该报告总结了「党委会工作方法」12条经验。会议决定了以下几个方面的问题：
1. 确定了促进革命迅速取得全国胜利的各项方针；
2. 决定将中国共产党的工作重心由农村转到城市；
3. 决定了中共在全国胜利后的一系列基本政策；
4. 强调要加强党的思想建设，防止资产阶级思想的腐蚀。

### 三中全会
中国共产党第七届中央委员会第三次全体会议于1950年6月6日至9日在北京举行。出席会议的有中央委员35人、候补中央委员27人。中华人民共和国各省、各直辖市、中央各部委负责人及有关工作人员43人列席了会议。毛泽东在会上作《为争取国家财政经济状况的基本好转而斗争》的书面报告，并作了《不要四面出击》的讲话。刘少奇作了《关于土地改革问题的报告》，陈云作了《关于财政经济问题的报告》，聂荣臻作了《关于人民解放军整编问题的报告》，周恩来作了《关于外交工作与统一战线工作的报告》。会议确定要做好土地改革、稳定物价和调整工商业、肃清反革命、整党、精简机构、改造旧文教事业、失业救济、统一战线等8项工作，创造3个条件，即：土地改革的完成；现有工商业的合理调整；国家机构所需经费的大量节减。
中国共产党第七届中央委员会第三次全体会议决定争取在三年时间内，实现国家财政经济状况的根本好转，为有计划的经济建设创造条件。会议批准陈云在任弼时休假期间参加中央书记处，任书记；决定撤销黎玉、刘子久的候补中央委员职务。

### 四中全会
中国共产党第七届中央委员会第四次全体会议于1954年2月6日至10日在北京举行。出席会议的有中央委员35人，候补中央委员26人。中央各部委、中央人民政府党组，军委各部门和人民团体的主要负责人共52人列席了全会。中共中央书记处书记刘少奇代表中央政治局作了《中共中央政治局向第七届第四次中央全会的报告》。朱德、周恩来、陈云、邓小平等44人在会上发言。中国共产党第七届中央委员会第四次全体会议批判了高岗、饶漱石的反党分裂活动；批准了中央政治局提出的党在过渡时期的总路线，即要在一个相当长的时期内，基本上完成国家工业化和对农业、手工业、资本主义工商业的社会主义改造；批准了中共中央政治局关于1954年内召开党的全国代表会议的决定；讨论了第一个五年计划纲要及其它有关的各项问题。会议通过了《中国共产党第七届中央委员会第四次全体会议的决议》和《关于增强党的团结的决议》。全会任命邓小平为中共中央秘书长。毛泽东因正在休假，没有参加这次全会。

### 五中全会
中国共产党第七届中央委员会第五次全体会议于1955年4月4日在北京举行。全会批准了1955年3月召开的中国共产党全国代表会议通过的《关于中华人民共和国发展国民经济的第一个五年计划草案的决议》、 《关于高岗、饶漱石反党联盟的决议》和《关于成立党的中央和地方监察委员会的决议》，批准了全国代表会议选出的中央监察委员会委员15人，候补委员6人的名单，及董必武的书记职务和刘澜涛、谭政、王从吾、钱瑛、刘锡五的副书记职务；通过了中国共产党中央委员会关于全国代表会议的公报。会议补选林彪、邓小平为中共中央政治局委员。

### 六中全会（扩大）
中国共产党第七届中央委员会扩大的第六次全体会议于1955年10月4日至11日在北京举行。出席会议的有中央委员38人，候补中央委员25人；各省、市、自治区党委书记和各地委书记，中央各部委和国家机关各部门党组负责人等388人列席了会议。全会的主要议题是关于农业合作化问题和关于召开党的第八次全国代表大会问题。毛泽东主持全会，并作了《关于农业合作化问题》的报告。全会通过了《关于农业合作化问题的决议》及《农业生产合作社的示范章程（草案）》。全会把党内在合作化速度问题上的不同意见当作右倾机会主义来批判，助长了农业社会主义改造中的急躁冒进情绪。使农业合作化运动在肯定“大发展”的方针和批判所谓右倾错误的推动下迅猛发展。全会还通过了《关于召开党的第八次全国代表大会的决议》和《关于党的第八次全国代表大会代表名额和选举办法的规定》。 

### 七中全会
中国共产党第七届中央委员会第七次全体会议于1956年8月22日、9月8日、9月13日在北京举行。出席会议的有中央委员44人、候补中央委员23人。全会讨论并通过了第七届中央委员会准备向中共第八次全国代表大会提出的政治报告、党章修改草案和关于修改党章的报告、关于发展国民经济第二个五年计划的建议的报告。全会还递补王首道、邓颖超、陈少敏为中央委员。确定了八届中央委员的候选人名单，决定八届中央委员名额为170人。